# Фјола (Торино)
Фјола је насеље у Италији у округу Торино, региону Пијемонт.
Према процени из 2011. у насељу је живело 52 становника. Насеље се налази на надморској висини од 638 м.